# Laboratorio Carlsberg

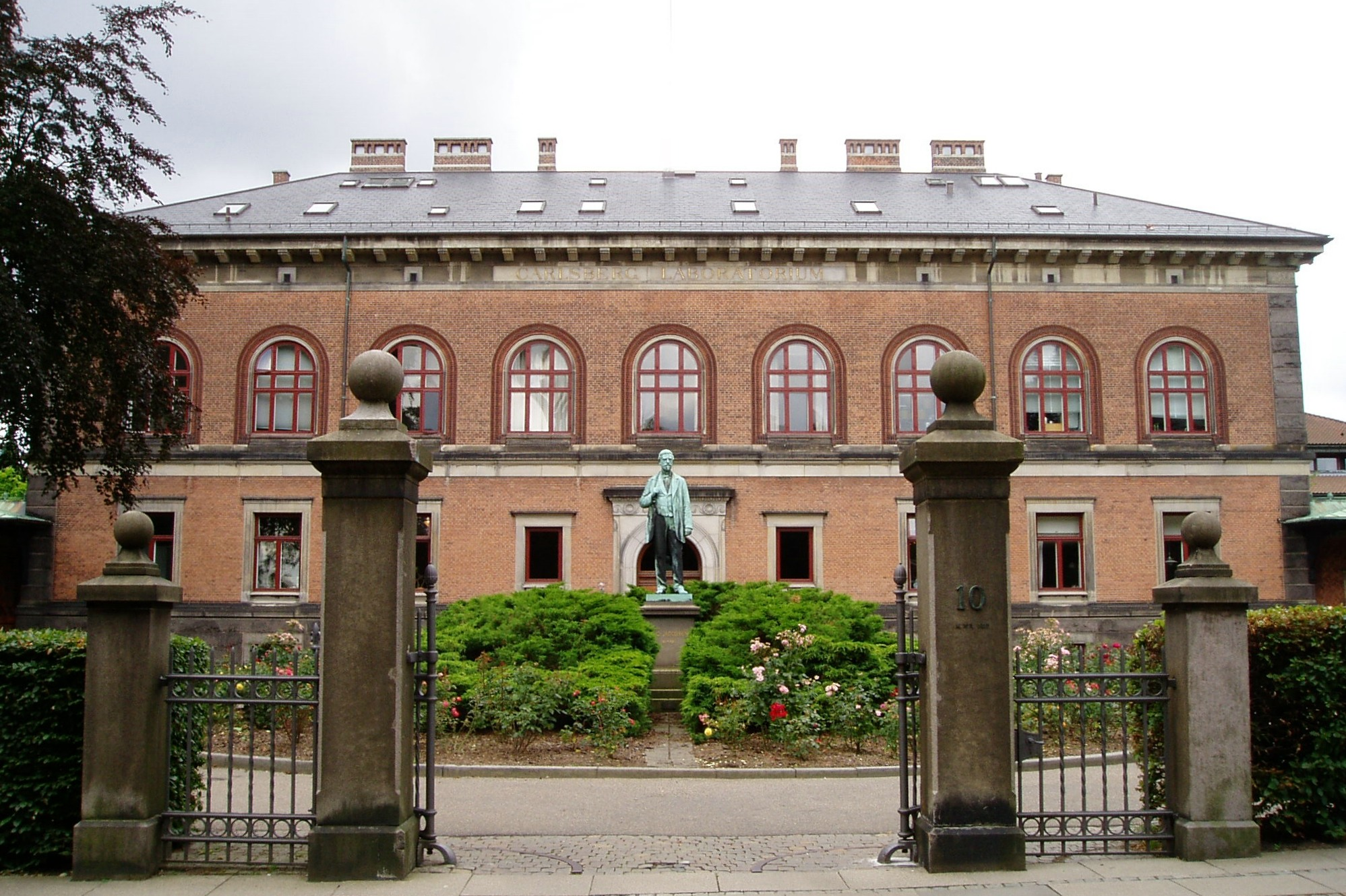
El Laboratorio Carlsberg con una estatua de su fundador J.C. Jacobsen en primer plano.

El laboratorio Carlsberg (en danés : Carlsberg Laboratorium. Conocido como Centro de Investigación de Carlsberg), ubicado en Copenhague, Dinamarca, fue creado en 1875 por JC Jacobsen. Jácobsen el mismo dueño de la fábrica de cerveza Carlsberg, fundó dicho laboratorio en aras de la promoción de los conocimientos bioquímicos, especialmente relativas a la preparación. Se presentó un departamento de química y un departamento de fisiología. En 1972, el laboratorio pasó a denominarse Centro de Investigación de Carlsberg y fue trasladado a la fábrica de cerveza. 
El laboratorio Carlsberg fue ampliamente conocido como un lugar agradable y productivo para la ciencia de proteínas, en el cual ha trabajado una serie de ilustres directores, entre ellos Johan Kjeldahl, S. P. L. Sørensen, Ulrik Linderstrøm y Kaj-Lang. El laboratorio adquirió cierta fama y notoriedad por el aislamiento de Saccharomyces carlsbergensis, la especie de la levadura responsable de la fermentación de la cerveza, así como para introducir el concepto de pH en la química ácido-base, aspecto este que se atribuye a Sørensen, director del departamento de Química, tras el fallecimiento de Kjeldahl. 
Algunas de las investigacines del laboratorio Carlsberg se han publicado en su revista, Comptes rendus des travaux du laboratoire Carlsberg, que es a menudo abreviado como Compt. rend. trav. lab. Carlsberg o simplemente C. R. Trav. Lab. Carlsberg.